# Rubrius ululus
Rubrius ululus är en spindelart som beskrevs av Roth 1967. Rubrius ululus ingår i släktet Rubrius och familjen mörkerspindlar. Inga underarter finns listade i Catalogue of Life.